# 杰奎琳·休伊特
杰奎琳·妮娜·休伊特（英語：Jacqueline Nina Hewitt，1958年9月4日—）是一名美國天體物理學家。她是第一個發現愛因斯坦環的人。她是美國天文學會會士。

## 早年生活和教育
休伊特於1958年9月4日出生於華盛頓特區，父母分別是國務院退休國際律師沃倫·E·休伊特（Warren E. Hewitt）和格特魯德·休伊特（Gertrud Hewitt）。她就讀於布林莫爾學院，並於1980年以優異成績畢業，獲得經濟學學位。休伊特大二時在哈佛學院選修了一門天文學課，這激發她對科學的興趣。她進入麻省理工學院攻讀研究生。在攻讀研究所期間，她開始利用甚大天線陣無線電望遠鏡研究重力透鏡。1986年，休伊特獲得物理學博士學位。

## 職業生涯
1986年至1988年，休伊特被麻省理工學院任命為博士後，成為甚长基线干涉测量小組的一員。在分析研究生研究數據時，她在電腦螢幕上發現了一個環。這個環是重力透鏡系統MG1131+0456的一部分，最終成為第一個被發現的愛因斯坦環。自從休伊特的這一突破性發現之後，人們又發現了許多其他的愛因斯坦環，發現它們比天文學家想像的要普遍得多。愛因斯坦環之所以重要，是因為它們有助於回答有關宇宙大小和命運的問題。1988年，休伊特在普林斯頓大學天文物理科學系擔任研究員。在普林斯頓大學研究一年後，她回到麻省理工學院擔任物理學助理教授，並從1989年起擔任全職教授。休伊特也是麻省理工學院電子研究實驗室無線電天文學小組的首席研究員。2002年起，休伊特被任命為麻省理工學院卡弗里天文物理學與太空研究所所長。

## 榮譽
1989年，休伊特因在無線電天文學方面的工作獲得安妮·坎農天文獎。1990年，她獲得大衛與露西兒普卡德基金會獎金。由於她在重力透鏡方面的工作，麻省理工學院的同事提名她獲得1995-1996年度哈羅德·E·埃傑頓獎。1995年，休伊特獲得瑪麗亞·格佩特-梅耶獎。
2020年，她獲選為美國天文學會會士。

## 個人生活
休伊特有兩個孩子：基斯·休伊特·雷德韋恩（Keith Hewitt Redwine）生於1988年，喬納森·休伊特·雷德韋恩（Jonathan Hewitt Redwine）生於1993年。